# Potoki (gmina Jesenice)
Potoki – wieś w Słowenii, w gminie Jesenice. W 2018 roku liczyła 102 mieszkańców.